# Список російських майстрів екслібриса
Російські майстри екслібрисів, список.

## Б
- Бом-Григорьєва Надія Сергіївна (1884 — )
- Бургункер Євген Осипович (1906 — 1967)
- Бучнєв Олександр Федорович (1936 — )

## В
- Вакідін Віктор Миколайович (1911 — )
- Верхоланцев Михайло Михайлович (1937 — )
- Врубель Михайло Олександрович (18 — 1910)

Худ. Михайло Врубель, екслібрис колекціонера І.С. Остроухова з алегоріями Дня і Ночі.

## Г
- Гідоні Григоій Йосипович (1895 —)
- Голяховський Євген Миколайович  (1902 — 1971)
- Гончаров андрій Дмитрович (1903 —)
- Грузенберг Сергій Миколайович  (1888 — )

## Д
- Дмитревський Микола Павлович (1890 — 1938)

## Є
- Єчеістор Георгій Олександрович (1897 — 1946)

## І
- Іванова Наталя Миколаївна (1908 — 1981)

## К
- Калашніков Анатолій Іванович (1930 —)
- Каліта Микола Іванович (1926 — )
- Константинов Федір Денисович (1910 — )
- Копилов Рудольф Володимирович (1926 — )
- Кравцов Гершон Абрамович (1906 — )
- Кравченко Олексій Ілліч (1889 — 1940)
- Кузанян Павло Михайлович (1901 — )
- Купреянов Микола Миколайович (1894 — 1933)

## Л
- Лапшин Микола Устинович (1905 —)
- Літошенко Леонід Олександрович (1907 —)

## М
- Маторін Михайло Володимирович (1901 —)
- Миролюбова Олександра Олексіївна (1898 — )
- Митрохін Дмитро Ісидорович (1883 — )
- Морозов Володимирович Васильович (1939 —)

## Н
- Наговіцин Анатолій Теретнійович (1921 —)

## П
- Павлінов Павло Якович (1881 — 1966)
- Павлов Іван Миколайович (1872 — 1951)
- Піков МИхайло Іванович (1903 —)
- Піскарьов Микола Іванович (1892 — 1959)
- Поляков Михайло Іванович (1903 — )
- Пташинський Володимир Олександрович (1922 —)

## Р
- Ратнер Герман Львович (1933 —)
- Рерберг Іван Федорович (1892 — 1946)

## С
- Світальський Володимир Олександрович (1904 — 1937)
- Сілін Олександр Дмитрович (1883 — 1942)
- Соколов Володимир Іванович (1872 —1946)

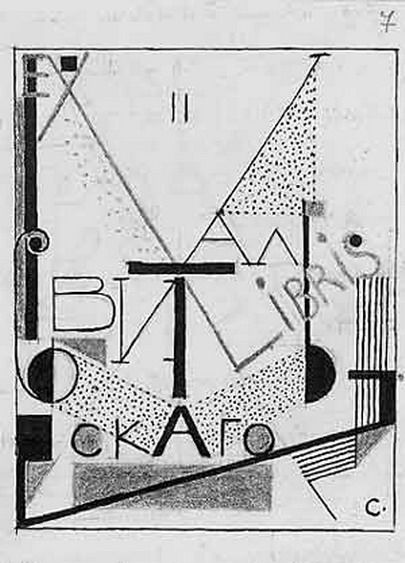
Світальський Володимир Олександрович. Власний екслібрис в стилі конструктивізму
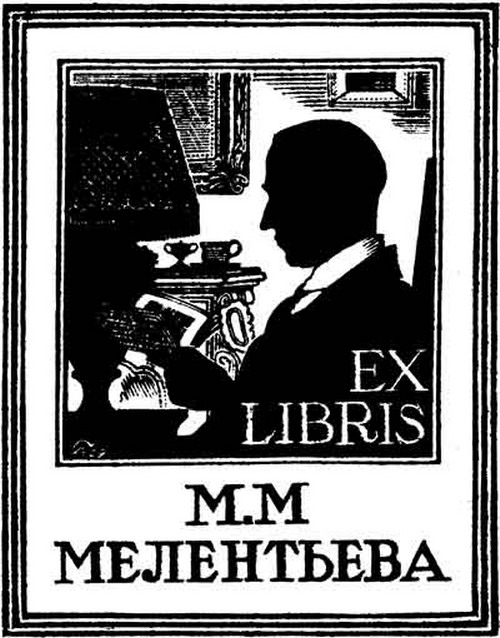
Світальський В.О. Екслібрис лікаря і мецената М.М. Мелентьєва, початок 20 ст.
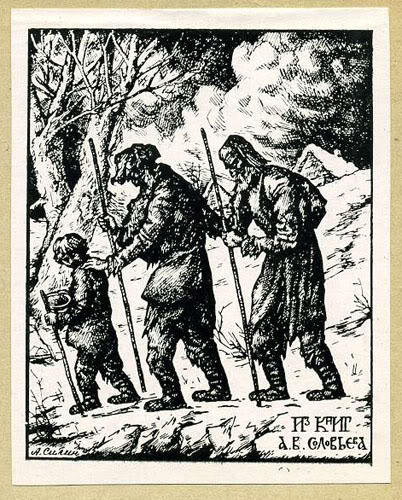
Сілін О.Д. «Екслібрис Соловйова»
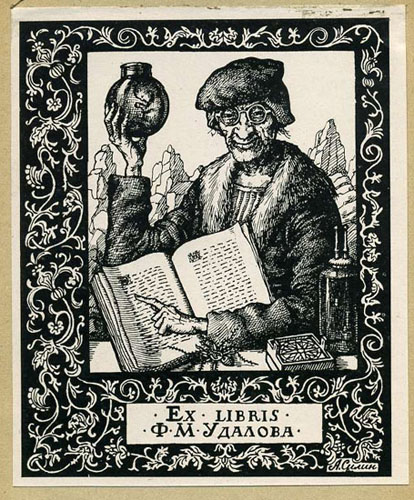
Сілін О.Д. «Екслібрис Удалова Ф.М.», 1924 р.
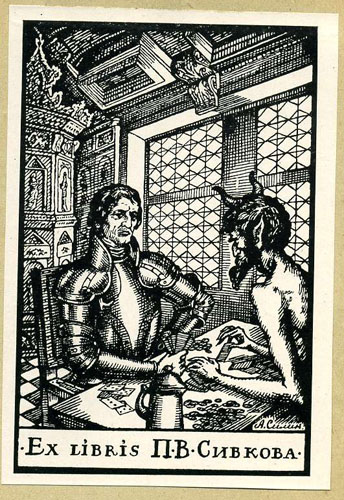
Сілін О.Д. «Екслібрис Сивкова П.В.», 1924 р.

## Т
- Теодорович Костянтин Іванович (1907 — 1964)
- Толоконніков Анатолій Олексійович (1897 — 1965)

## У
- Успенський Михайло Миколайович (1915 — 1998)

## Ф
- Фаворський Володимир Андрійович (1886 — 1964)
- Фролов Вадим Антонович (1926 — )

Фаворский Володимир Андрійович. Екслібрис студента В. А. Світальського, 1922 р.

## Х
- Хижинський Леонід Семенович (1896 — )

## Ш
- Шиллінговський Павло Олександрович (1881 — 1942)

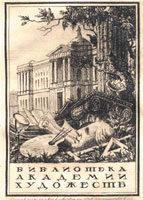
П. Шиллінговський. Экслібрис бібліотеки Петербурзької Академії мистецтв, офорт 1925 р.